# SparkShorts
SparkShorts ist eine Reihe an Animations-Kurzfilmen, die von Pixar produziert und auf Disney+ veröffentlicht werden (vor dem Start des Streamingdienstes auch auf YouTube). Seit der Online-Premiere des ersten, Purl, am 4. Februar 2019 erschienen bislang elf Kurzfilme sowie begleitend ein Dokumentarfilm.

## Hintergrund

### Konzept und Produktion
Im Mai 2017 schuf Pixar eine neue interne Abteilung, die sich dem experimentellen Geschichtenerzählen widmen und ohne Aufsicht durch die Geschäftsführung Kurzfilme kreieren sollte. Jim Morris, Präsident der Pixar Animation Studios, sagte, sie sei angelegt, neue Geschichtenerzähler zu entdecken, neue Erzähltechniken zu erforschen und mit neuen Produktionsabläufen zu experimentieren, indem der Prozess des Filmemachens in einer kleineren Größenordnung als für Pixar üblich angegangen wird. Das heißt, dass der Schöpfer völlige Kontrolle und Freiheit hat. Dafür erhalten sie Budget und sechs Monate Zeit, um ein Team zusammenzustellen und den Film zu produzieren, zum Teil während sie weiterhin an Pixar-Spielfilmen mitarbeiten. Lindsey Collins, Pixars Vice President of Development, erklärt, die Idee basiere auf dem Konzept von Kunstschulprojekten, die mit wenig Ressourcen bis zu einer Deadline fertiggestellt werden mussten. Ein Ziel der Reihe sei außerdem Geschlechtergleichheit; bei jeder Gruppe an Filmen, die pro Jahr veröffentlicht wird, soll es gleich viele männliche und weibliche Regisseure geben.

### Themen
Durch die kreative Freiheit wurden die Filme persönliche Werke, die auf den Erfahrungen der Schöpfer basieren. Collins sagte, im Zentrum der SparkShorts ständen Diversität und Inklusion, indem einem weiten Spektrum an Künstlern, die etwas Einzigartiges zu sagen hätten, eine Gelegenheit gegeben wird, dies auszudrücken. Ihre Inhalte wurden als „Erwachsenenthemen verpackt in kinderfreundliche Animation“ beschrieben. So behandelt etwa Purl die sogenannte Bro Culture in männlich-dominierten Arbeitsfeldern und Kitbull zeigt einen misshandelten Hund. Weiter geht es zum Beispiel in Loop um ein Mädchen mit Autismus und in Out um ein Coming-out.

### Veröffentlichung
2017 wurde der erste Film Smash and Grab bei der SIGGRAPH-Konferenz in einem Talk vorgestellt sowie 2018 der Film Purl. Offiziell verkündet wurde die Reihe von Pixar am 10. Januar 2019 als eine experimentelle Initiative des Geschichtenerzählens, die neue kreative Stimmen in den Pixar-Studios willkommen heiße. Die ersten drei Filme, Purl, Smash and Grab und Kitbull, hatten ihre Premiere in dem Monat exklusiv im El Capitan Theatre von Hollywood, bevor sie im Februar auf YouTube veröffentlicht wurden. Nach dem Start von Disney+, bei dem die bisherigen drei Kurzfilme sowie der neue Float auch verfügbar waren, erschienen neue Kurzfilme der Reihe nicht mehr regulär auf YouTube, sondern direkt im Programm des Streamingdienst. Dennoch wurden im Februar 2021 Float und Wind, die von Regisseuren/Autoren mit asiatischem Familienhintergrund stammen, als Reaktion auf einen Anstieg von Hassverbrechen gegen Asiatische Amerikaner; sowie Out im Juni 2021 zu Ehren des Pride Month auf YouTube veröffentlicht.
Nachdem von 2019 bis 2021 zehn Filme erschienen waren, wurde der nächste erst wieder Anfang 2024 für den 2. Februar des Jahres angekündigt.

## Filme

### Liste der Kurzfilme
| Nr. | Titel 1                           | Regie               | Drehbuch            | Länge 2   | Veröffentlichung | Veröffentlichung |
| Nr. | Titel 1                           | Regie               | Drehbuch            | Länge 2   | YouTube 3        | Disney+          |
| --- | --------------------------------- | ------------------- | ------------------- | --------- | ---------------- | ---------------- |
| 1   | Purl                              | Kristen Lester      | Kristen Lester      | 8 Minuten | 4. Feb. 2019     | 12. Nov. 2019    |
| 2   | Smash and Grab                    | Brian Larsen        | Brian Larsen        | 8 Minuten | 11. Feb. 2019    | 12. Nov. 2019    |
| 3   | Kitbull                           | Rosana Sullivan     | Rosana Sullivan     | 9 Minuten | 18. Feb. 2019    | 12. Nov. 2019    |
| 4   | Float                             | Bobby Rubio         | Bobby Rubio         | 7 Minuten | 27. Feb. 2021    | 12. Nov. 2019    |
| 5   | Wind                              | Edwin Chang         | Edwin Chang         | 8 Minuten | 27. Feb. 2021    | 13. Dez. 2019    |
| 6   | Loop                              | Erica Milsom        | Erica Milsom        | 9 Minuten |                  | 10. Jan. 2020    |
| 7   | Out                               | Steven Hunter       | Steven Hunter       | 9 Minuten | 10. Juni 2021    | 22. Mai 2020     |
| 8   | Burrow                            | Madeline Sharafian  | Madeline Sharafian  | 9 Minuten |                  | 25. Dez. 2020    |
| 9   | Fast erwachsen (Twenty Something) | Aphton Corbin       | Aphton Corbin       | 7 Minuten | 10. Sep. 2021    |                  |
| 10  | Nona                              | Louis Gonzalez      | Louis Gonzalez      | 8 Minuten | 17. Sep. 2021    |                  |
| 11  | Selbst Self                       | Searit Kahsay Huluf | Searit Kahsay Huluf | 6 Minuten | 2. Feb. 2024     |                  |

### Dokumentation
Neben den eigentlichen Kurzfilmen der Reihe erschien am 24. September 2021 auf Disney+ der Dokumentarfilm A Spark Story, der die Autoren/Regisseure Aphton Corbin und Louis Gonzalez bei der Arbeit an den Kurzfilmen Fast erwachsen und Nona begleitet.